# منطق الرتبة الأولى
منطق الرتبة الأولى (First-order logic FOL) أو المنطق الإسنادي عبارة عن نظام للمنطق الرياضي يستخدم في الرياضيات والفلسفة والذكاء الصناعي وعلوم الحاسب. وهو يستخدم في التعبير عن الجمل المنطقية بشكل غير مبهم وبهذا يخالف عن اللغات الطبيعية والتي قد تحتوي على جمل مبهمة. ذلك يسهل الاستنتاج واجراء العمليات المنطقية على الجمل أو المعادلات التي تنشاء باستخدامه. ويعتبر منطق الرتبة الأولى هو تمديد منطق القضايا (منطق العبارات) propositional logic وذلك بإضافة القياس سواء كان عالمي أو وجودي. يعتبر بمنطق الرتبة الثانية تمديد لمنطق الرتبة الأولى وذلك بإضافة القياس على المجموعات. يدعى منطق الرتبة الأولى أحيانا : بمنطق الرتبة الأولى الإسنادي أو first-order predicate calculus (FOPC.